# Synopeas nervicola
Synopeas nervicola är en stekelart som beskrevs av Jean-Jacques Kieffer 1916. Synopeas nervicola ingår i släktet Synopeas och familjen gallmyggesteklar. Inga underarter finns listade i Catalogue of Life.